# Судьба Ли Хана
«Судьба Ли Хана» (кит. трад. 迎春閣之風波, палл. Ин Чунь гэ чжи фэн бо) — гонконгский художественный фильм в жанре уся режиссёра Кинга Ху. Китайское название можно перевести как Ветер и волны в палате «Встреча весны».

## Сюжет
Действие фильма разворачивается в провинции Шэньси, в конце XIV века, во времена правления монгольской династии Юань. Страна охвачена восстаниями, и Чжу Юаньчжан, предводитель китайских повстанцев, ведёт стотысячную армию солдат против монголов. Ли Хань, глава исполнительной власти и разведки провинций Шэньси, Хэнань и Шаньдун, вместе со своей младшей сестрой Ваньэр путешествует в Весеннюю гостиницу в Шэньси, чтобы получить от приближённого генерала Чжу Шэнь Тяньсуна карту наступлений китайских бунтарей. В действительности Чжу знает о предателе и посылает гонца к трактирщику Лю, который впоследствии предупреждает Вань Жэньми, хозяйку гостиницы, о прибытии Ли Ханя. В качестве бойцов сопротивления она ставит четырёх девушек-официанток: Хэймудань, Шуймитао, Елайсян и Сяолацзяо. Между тем гостиницу заполонили монгольские шпионы и китайские националисты, в числе последних Ван Шицэн и Ша Юньшань. После нескольких стычек людей двух противоборствующих сторон Ли Хань с сестрой наконец прибывают на место, и монгольский принц организовывает казнь старика Лю, чтобы проверить на преданность официанток. В то же время Цао Юйкунь, заместитель Ли Ханя, тайно сообщает китайским националистам, что он на их стороне. На следующий день принц получает карту от Шэнь Тяньсуна. Но, вместо убийства Тяньсуна по приказу Ханя, Юйкунь доставляет его Шицэну. Теперь китайские националисты должны вернуть карту из комнаты принца.

## В ролях
- Тянь Фэн — Ли Хань
- Сюй Фэн — Ли Ваньэр
- Ли Лихуа — Вань Жэньми
- Анждела Мао — Чёрный Пион (Хэймудань)
- Ху Цзинь[кит.] — Медовый Персик (Шуймитао)
- Хелен Ма[кит.] — Сирень (Елайсян)
- Бай Ин — Ван Шицэн
- Рой Цяо[кит.] — Цао Юйкунь
- Сёнкунь Иньи — Маленькая Перчинка (Сяолацзяо)
- Цзян Нань[кит.] — Лю Саньху
- Хань Инцзе — Ша Юньшань
- У Цзясян[кит.] — Ха Эргу
- Сюнь Лам — Шэнь Тяньсун
- Хао Люйжэнь[кит.] — старик Лю

## Производство
Съёмки фильма проходили в период с июня по сентябрь 1972 года. «Судьба Ли Хана» стала одним из первых кинокартин собственной кинокомпании Кинга Ху, которую тот основал после окончания работы над «Прикосновением дзена» (1971). Фильм создавался параллельно с «Храбрецами» (1975) на условиях сотрудничества с гонконгской киностудией Golden Harvest. Студия хотела получить права на распространение обоих фильмов, но в итоге режиссёр оставил себе права на Храбрецов, а Golden Harvest получила права на «судьбу». Говорилось, что гонконгская кинокомпания выбрала именно его, поскольку он казался ей более коммерчески выгодным, чем «Храбрецы». 

## Прокат
Кинотеатральный прокат в Гонконге проходил с 6 по 20 декабря 1973 года. За это время картина собрала 1 091 063,40 гонконгских долларов. Таким образом, Судьба Ли Хана заняла 16-е место по сборам за тот год.

## Восприятие
На сайте-агрегаторе Rotten Tomatoes средний рейтинг кинокритиков составляет 90 % (7,10 балла из 10) на основе 10 рецензий (9 положительных, 1 отрицательная). На другом сайте-агрегаторе, Metacritic, средний рейтинг критиков, исходя из 4 обзоров, составляет 75 баллов из 100.
В рецензии на сайте Sino-Cinema фильм характеризуется как «самый совершенный фильм режиссёра Ху Цзиньцюаня, объединяющий его интеллектуальные, материальные, чувственные и музыкальные стороны в полную гармонию», а итоговая оценка составляет 9 баллов из 10. Уилл Коуф в своём отзыве на ресурсе Silver Emulsion Film Reviews назвал ленту «фантастическим фильмом, скрытом в тени других, более известных фильмов Кинга Ху» и поставил оценку в 3,5 звезды из 4 возможных. По мнению Бориса Хохлова с HKCinema у фильма всего один недостаток — его экшен, но, тем не менее, кинокритик объявил работу Кинга Ху лучшим его фильмом и лучшим фильмом семидесятых. В итоге лента заработала у него самую высокую оценку — 5 звёзд. Эндрю Сароч с ресурса Far East Films заключил, что «несмотря на медленную и скучную первую половину, фильм в конечном счёте расцветает в выдающуюся работу жанра, которая рекомендуется любому поклоннику Нефритового Экрана».